# 老君山
33°43′14″N 111°38′37″E / 33.7205°N 111.6437°E
老君山，位于中國河南省栾川县城东3公里處，为伏牛山主峰，原名景室山，唐代因為相傳老子曾到此归隐修炼而易名为老君山，主峰玉皇顶海拔2200米，山上的老君庙始建于北魏 （386年2月20日－535年2月3日）。2012年1月9日被中华人民共和国国家旅游局授予国家5A级旅游景区称号。